# Az X-sorozat kísérleti repülőgépei

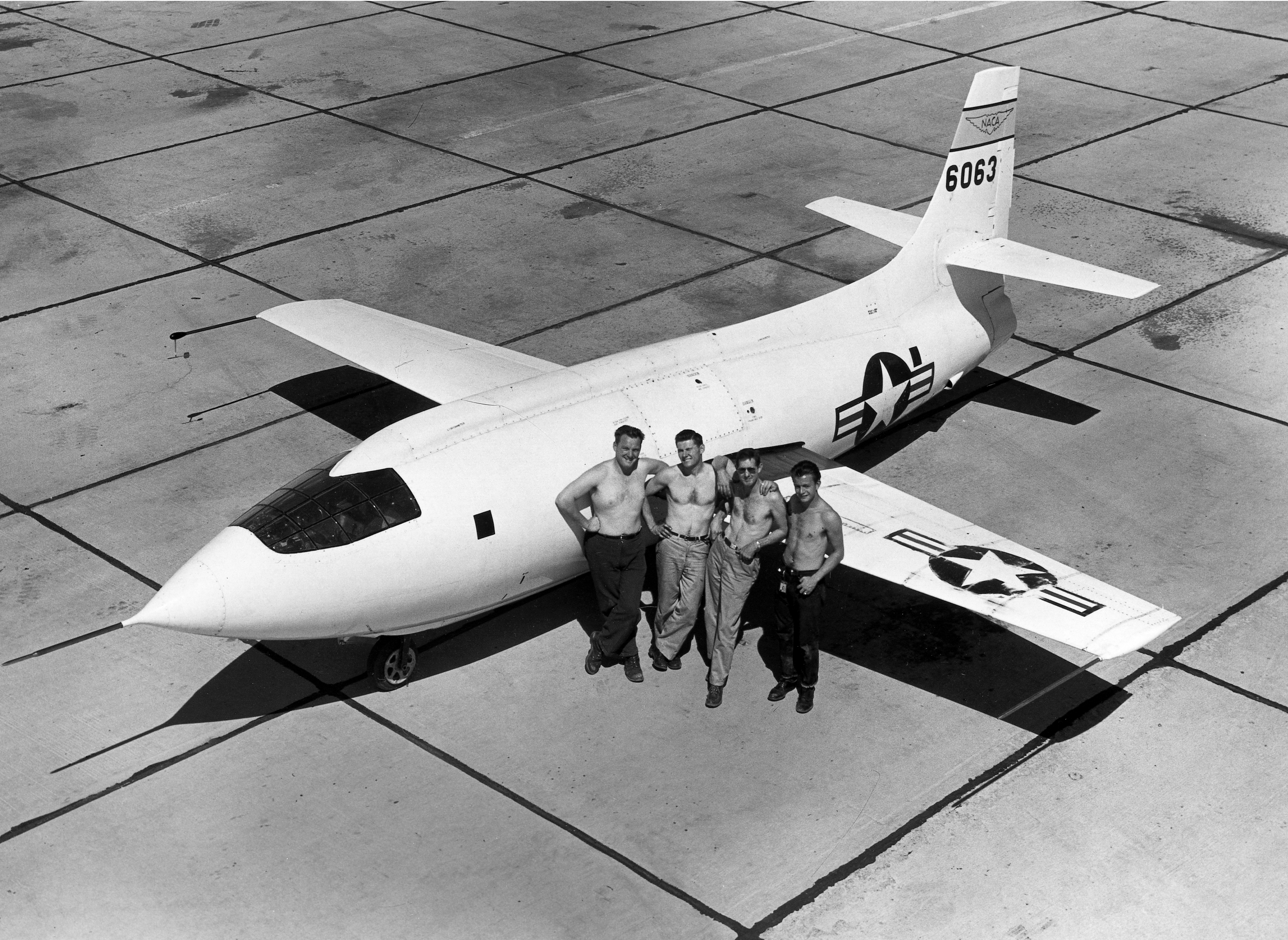
Bell X–1

Az X–sorozat kísérleti repülőgépei avagy X–repülők az Egyesült Államokban készültek új technológiák kipróbálására. Fejlesztésüket általában titok övezte.
A sorozat első repülőgépe a Bell X–1 a hangsebesség 1947-es első átlépésétől vált híressé. A későbbi X–repülők is fontos kutatási áttöréseket hoztak, bár az X–1-eshez hasonló hírnevet csak az X–15 ért el. Az X–7 és az X–12 közötti számozást rakéták kapták, és több X–repülőt is pilóta nélkül, távirányítással vezéreltek. Az X–repülőkből általában nem készülnek teljes szériák, gyakran csak egy pár példány. Erre kivétel az X–35, amely a Boeing X–32 ellen szállt versenybe a Joint Strike Fighter programban és F–35 Lightning II néven több ezer darabos gyártásra számíthat.
Az X–repülők sorozata napjainkban is folytatódik. Az X–52 elnevezést kihagyták, nehogy összekeverjék a B–52 Stratofortress-szel.

## X–repülők listája
| Név                   | Gyártó                       | Kép    | Első felszállás                  | Megjegyzés |
| --------------------- | ---------------------------- | ------ | -------------------------------- | --- |
| X–1                   | Bell Aircraft Corporation    |        | 1946. január 19.                 | Az első gép, ami átlépte a hangsebességet                                                                                             |
| X–2 Starbuster        | Bell Aircraft Corporation    |        | 1952. június 27.                 | Mach 2-3 sebességű szuperszonikus repülőgép                                                                                           |
| X–3 Stiletto          | Douglas Aircraft Corporation |        | 1952. június 27.                 | Titán ötvözettel épített szuperszonikus gép                                                                                           |
| X–4 Bantam            | Northrop Corporation         |        | 1948. december 15.               | Vízszintes vezérsík helyett kombinált csűrő és magassági kormány                                                                      |
| X–5                   | Bell Aircraft Corporation    |        | 1951. június 20.                 | Változtatható szárnynyilazás |
| X–6                   | Convair                      |        | 1955                             | Atommeghajtású repülőgép |
| X–7 Flying Stove Pipe | Lockheed Corporation         |        | 1951. április                    | Torlósugár-hajtómű |
| X–8 Aerobee           | Aerojet                      |        |                                  | Rakétakísérleti platform |
| X–9 Shrike            | Bell Aircraft Corporation    |        | 1949. április                    | A GAM–63 RASCAL kikísérletezésére készült                                                                                             |
| X–10                  | North American Aviation      |        | 1963. október 13.                | Modern rakétatechnológiai bemutató példány                                                                                            |
| X–11                  | Convair                      |        | 1957. június 11.                 | Az Atlas rakéta-program kikísérletezésére készült                                                                                     |
| X–12                  | Convair                      |        | 1958. július                     | Az Atlas rakéta-programhoz készült, javított kísérleti modell                                                                         |
| X–13 Vertijet         | Ryan Aeronautical Company    |        | 1955. december 10.               | Egy tisztán sugárhajtóműves repülőgép függőleges felszállását, vízszintes repülését és függőleges leszállását (VTOL) bemutató példány |
| X–14                  | Bell Aircraft Corporation    |        | 1957. február 19.                | Vízszintes és függőleges felszállás, lebegés, átváltás vízszintes repülésbe, függőleges leszállás (VTOL).                             |
| X–15                  | North American Aviation      |        | 1959. június 8.                  | Hiperszonikus repülést kutató gép (6 Mach)                                                                                            |
| X–16                  | Bell Aircraft Corporation    |        | Soha sem szállt fel              | Nagy magasságon repülő felderítőgép                                                                                                   |
| X–17                  | Lockheed Corporation         |        | 1956. április                    | Magas Mach-számú visszatérés a légkörbe                                                                                               |
| X–18                  | Hiller Aircraft              |        | 1959. november 24.               | Függőlegesre forgatható szárny és STOVL                                                                                               |
| X–19                  | Curtiss-Wright               |        | 1963. november                   | Billenőrotoros VTOL csapatszállító konvertiplán                                                                                       |
| X–20 Dyna-Soar        | Boeing                       |        | Soha sem szállt fel              | Újrahasználható katonai űrrepülőgép                                                                                                   |
| X–21                  | Northrop Corporation         |        | 1963. április 18.                | Lamináris áramlás vezérlésű szárnyak                                                                                                  |
| X–22                  | Bell Aircraft Corporation    |        | 1966. március 17.                | Billenőrotoros STOVL gép |
| X–23 PRIME            | Martin Marietta              |        | 1966. december 21.               | Légkörbe való visszatérést vizsgáló kísérletek                                                                                        |
| X–24 PILOT            | Martin Marietta              |        | 1973. augusztus 1.               | Lifting body csupaszárny gép |
| X–25 Bensen B-8       | Bensen                       |        | 1955. december 6.                | Könnyű autogiró |
| X–26 Frigate          | Schweizer                    |        | 1967                             | Motoros vitorlázó repülőgép |
| X–27                  | Lockheed                     |        | Soha nem szállt fel              | Csúcsteljesítményű vadászgép prototípusa                                                                                              |
| X–28 Sea Skimmer      | Periera                      |        | 1970. augusztus 12.              | Ultrakönnyű hidroplán |
| X–29                  | Grumman                      |        | 1984                             | Előrenyilazott szárnyú, fly-by-wire irányítású repülőgép                                                                              |
| X–30 NASP             | Rockwell                     |        | Nem építették meg                | Kereskedelmi űrrepülőgép prototípusa                                                                                                  |
| X–31                  | Rockwell                     |        | 1990.                            | Tolóerővektor-eltérítésű vadászgép |
| X–32                  | Boeing                       |        | 2000. szeptember                 | CTOL, STOVL és CATOBAR fel- és leszállásra alkalmas vadászgép prototípusa, a Joint Strike Fighter program vesztese                    |
| X–33 Venture Star     | Lockheed Martin              |        | Prototípust soha nem fejezték be | Újra használható űrrepülőgép |
| X–34                  | Orbital Sciences Corporation |        | Soha sem repült                  | Újra használható, személyzet nélküli űrrepülőgép                                                                                      |
| X–35                  | Lockheed Martin              |        | 2000                             | CTOL, STOVL és CATOBAR fel- és leszállásra alkalmas vadászgép prototípusa, a Joint Strike Fighter program nyertese                    |
| X–36                  | McDonnell Douglas            |        | 1997. május 17.                  | Függőleges vezérsík nélküli repülőgép                                                                                                 |
| X–37                  | Boeing                       |        | 2006. április 7.                 | Kísérleti űrrepülőgép |
| X–38                  | NASA                         |        | 1999                             | Lifting body csupaszárny mentőjármű a Nemzetközi Űrállomáshoz                                                                         |
| X–39                  | ????                         | Titkos | Még nem repült                   | FATE : Future Aircraft Technology Enhancements                                                                                        |
| X–40                  | Boeing                       |        | 1998. augusztus 11.              | Újra használható űrrepülőgép kísérlet, az X–37 korai változata                                                                        |
| X–41                  | ???? (NASA/DARPA program)    | Titkos |                                  | Kereskedelmi hasznosítású űrrepülőgép                                                                                                 |
| X–42                  | ????                         | Titkos |                                  | Folyékony meghajtású katonai rakéta                                                                                                   |
| X–43                  | NASA                         |        | 2001. június 2.                  | Torlósugár meghajtású hiperszonikus pilóta nélküli repülőgép                                                                          |
| X–44 MANTA            | Lockheed Martin              |        | A prototípust nem fejezték be    | MANTA=Multi-Axis No-Tail Aircraft - farok nélküli repülőgép tolóerővektor-eltérítéssel                                                |
| X–45                  | Boeing                       |        | 2002. május 5.                   | pilóta nélküli harci repülőgép bemutatója                                                                                             |
| X–46                  | Boeing                       |        |                                  | Az X–45 haditengerészeti változata |
| X–47 Pegasus          | Grumman                      |        | 2003. február 23.                | pilóta nélküli harci repülőgép bemutatója a haditengerészet számára                                                                   |
| X–48                  | Boeing                       |        | 2007. július 20.                 | Blended wing body-típusú repülőszárny                                                                                                 |
| X–49 Speedhawk        | Piasecki Aircraft            |        | 2007. július 29.                 | VDTP (Vectored Thrust Ducted Propeller) technológiájú gyors helikopter                                                                |
| X–50                  | Boeing                       |        | 2003. november 24.               | Helikopter forgószárny leállása után a rotort szárnyként használja                                                                    |
| X–51 Waverider        | Pratt & Whitney és Boeing    |        | 2010. május 26.                  | Torlósugár hajtóművek |
| X–52                  |                              |        |                                  | # Nem használják, hogy ne keverjék össze a B–52 Stratofortress-szel                                                                   |
| X–53                  | Boeing Phantom Works         |        | 2002. november                   | AAW : Active Aeroelastic Wing, aktív aeroelasztikus szárny                                                                            |
| X–54                  | Gulfstream                   |        |                                  | |
| X–55                  | Lockheed Martin              |        |                                  | |
| X–56                  | Lockheed Martin              |        |                                  | |
| X–57                  | ESAero/Tecnam                |        |                                  | |

## Lásd még
- Skunk works

## Külső hivatkozások
- A korai X–repülők (angolul)
- American X-Vehicles: An Inventory X-1 to X-50 (Amerikai X–repülők: az X–1-től az X–50-ig), SP-2000-4531; online NASA monográdia PDF-ben Archiválva 2020. március 29-i dátummal a Wayback Machine-ben (angolul)